# شامبيادي
شامبيادي (بالتركية العثمانية: شامبيادى)‏ (بالتركية: Şambayat)‏ هي بلدة في مديرية بيسني في محافظة أديامان في تركيا. بلغ عدد سكانها 3468 نسمة في عام 2021.